# Ventura (film)
Pour plus de détails, voir Fiche technique et Distribution.
Ventura (Cavalo Dinheiro, littéralement Cheval d'argent) est un film portugais réalisé par Pedro Costa, sorti en 2014. Il a été mentionné (et remporté plusieurs prix) à plus de vingt reprises, dans le monde entier.

## Fiche technique
- Titre original : Cavalo Dinheiro
- Titre français : Ventura
- Réalisation et scénario : Pedro Costa
- Pays de production :  Portugal
- Format : couleur — 1,33:1 — son Dolby
- Durée : 103 minutes
- Dates de sortie :
  - Suisse : 13 août 2014 (Festival international du film de Locarno)
  - France : 15 juin 2022

## Distribution
- Ventura :
- Tito Furtado :
- Vitalina Varela  :

## Distinctions
Entre 2014 et 2016, parmi les 15 prix obtenus, et les 9 nominations , figurent : 
- Présenté en sélection officielle au Festival international du film de Locarno 2014, dans plusieurs catégories (dont le Léopard d'Or). Prix obtenus: 
  - Léopard de la meilleure réalisation.
  - Mentions spéciales (à distinguer du premier prix), par la Fédération internationale des ciné-clubs.

- Festival international du film de Mar del Plata, 2014: Mention spéciale pour la cinématographie.

- Festival international du documentaire de Yamagata, 2015 : Prix Robert et Frances Flaherty .